# Tybaertiella
Genre
Synonymes
- Locketia Holm, 1979

Tybaertiella est un genre d'araignées aranéomorphes de la famille des Linyphiidae.

## Distribution
Les espèces de ce genre se rencontrent en Afrique.

## Liste des espèces
Selon World Spider Catalog (version 16.5, 9/12/2015) :
- Tybaertiella convexa (Holm, 1962)
- Tybaertiella krugeri (Simon, 1894)
- Tybaertiella peniculifera Jocqué, 1979

## Publication originale
- Jocqué, 1979 : Description of Tybaertiella peniculifer n. gen., n. sp. and T. minor n. sp., erigonid twin species from Ivory Coast (Araneida, Erigonidae). Revue de Zoologie africaine, vol. 93, p. 751-759.